# باشگاه فوتبال ماناواتو یونایتد
ماناواتو یونایتد (که قبلاً با نام یانگ‌هارت ماناواتو شناخته می‌شد) یک باشگاه فوتبال مستقر در پالمرستون نورث، نیوزیلند بود. این تیم در مسابقات قهرمانی فوتبال نیوزیلند شرکت کرد و یک تیم جوانان را در لیگ ملی جوانان به میدان فرستاد. این تیم در پارک یادبود بود.